# Dekanat Łaziska
Dekanat Łaziska – jeden z 37 dekanatów katolickich w archidiecezji katowickiej. W jego skład wchodzą następujące parafie:
- Parafia św. Maksymiliana Kolbego w Gardawicach (Orzesze)
- Parafia Podwyższenia Krzyża Świętego w Gostyni Śląskiej
- Parafia św. Apostołów Piotra i Pawła w Gostyni Śląskiej
- Parafia Niepokalanego Serca NMP w Łaziskach Dolnych
- Parafia Matki Bożej Królowej Różańca Świętego w Łaziskach Górnych
- Parafia Męczeństwa św. Jana Chrzciciela w Łaziskach Średnich
- Parafia Najświętszego Serca Pana Jezusa w Wyrach
- Parafia św. Antoniego z Padwy w Zgoniu (Orzesze)